# キャラフル
キャラフルはKMCのデビューミニ・アルバム。
収録曲全てが異なるカラー（カラフル）・キャラクターから成り立っているとして『キャラフル』と名付けられた。

## 収録曲
1. ゴキゲンヨウ
  - 作詞 : KMC　作曲 : DJ 大自然
2. WHAT I WANT（REMIX）
  - 作詞 : KMC　作曲 : DJ 大自然
3. CROSS WORD
  - 作詞 : KMC　作曲 : KMC
  - RKB毎日放送『九州青春銀行』2009年エンディング曲
  - PVの撮影はKMC自身の母校である小郡市立小郡小学校で行われた
4. 会話
  - 作詞 : KMC　作曲 : KMC
5. Replay
  - 作詞 : KMC　作曲 : KMC
6. ALL NIGHT RAPPIN'
  - 作詞 : KMC　作曲 : DJ HIGH SWITCH a.k.a HIRO（餓鬼RANGER）
  - RKB毎日放送『九州青春銀行』2009年エンディング曲
7. BEAT BOY
  - 作詞 : KMC　作曲 : HAMMER（2BACKKA）
8. ゴキゲンヨウ −Instrumental−
  - 作詞 : KMC　作曲 : DJ大自然